# Phaneta annetteana
Phaneta annetteana is een vlinder uit de familie van de bladrollers (Tortricidae). De wetenschappelijke naam van de soort is, als Thiodia annetteana, voor het eerst geldig gepubliceerd in 1907 door William Dunham Kearfott.

## Type
- lectotype: "male"
- instituut: AMNH, New York, USA
- typelocatie: "USA, Ohio, Cincinnati"